# Felipe Garín Llombart
Felipe Vicente Garín Llombart (Valencia, 1943-Valencia, 6 de septiembre de 2023) fue un historiador del arte y museógrafo español. Catedrático de Historia del Arte de la Universidad Politécnica de Valencia, desde 1985 trabajó en el Patronato del Museo del Prado, del que fue su director entre 1991 y 1993.

## Biografía
Hijo de Felipe Garin Ortiz de Taranco y de María de los Ángeles Llombart Rodríguez, cursó la carrera de Derecho y recién licenciado fue nombrado director del Museo de San Pio V de Bellas Artes de Valencia en el año 1969, sucediendo a su padre. Posteriormente se doctoró en Filosofía y Letras y ejerció la docencia de historia del arte en Valencia. En 1970 ganó la cátedra de Historia del Arte de la Facultad de Bellas Artes de la Universidad Politécnica de Valencia. Entre 1972 y 1987 dirigió, paralelamente, el Museo Nacional de Cerámica González Martí, de la misma ciudad. Entre 1976 y 1979, al tiempo que dirigía los dos Museos, el de Bellas Artes y el de Cerámica de Valencia, ejerció como comisario nacional de Museos y Exposiciones y como subdirector general de Museos. 
Fue nombrado director del Museo del Prado en abril de 1991. Durante esta etapa como director del Museo del Prado se finalizaron las obras de la cuarta fase de acondicionamiento del museo, que afectaron a más de cincuenta salas, y se incorporaron numerosas obras a la institución, y gestiono el comisariado de numerosas exposiciones en el Prado. Las exposiciones fueron también parte importante del Museo y se organizaron varias sobre el período de Felipe III y el Barroco en España. Como director del Museo Nacional del Prado, Garín supervisó la salvaguardia y el transporte de obras españolas fundamentales, como el Guernica de Picasso cuando facilitó su traslado en 1992 a su actual localización en el Reina Sofía. 
Tras dos años de dirección en el Prado, Felipe Garín Llombart presentó su dimisión por motivos personales. Tras dimitir,volvería a Valencia para dirigir varias sociedades estatales de apoyo al arte y sería nombrado coordinador del Instituto de Conservación y Restauración de Bienes Culturales del Ministerio de Cultura, siéndolo hasta 1995. Ese mismo año se le nombraría director del Instituto Cervantes en Roma. 
En 1996 sería designado como director de la Academia de España en Roma y en 2002 como presidente de la Sociedad Estatal para la Acción Cultural Exterior, cargo que ocuparía hasta diciembre de 2004.
En 2008, supervisó el viaje seguro de los preciados lienzos de La Visión de España de Joaquín Sorolla y Bastida para su exposición en España. En su recorrido por el país acudió la gente para ver las obras que regresaban a España por primera vez desde su creación, mientras la Sociedad Hispánica realizaba reformas en la Galería Sorolla. 
Desde el año 2011 fue director del Consorcio de Museos de Valencia.
Falleció a principios de septiembre de 2023.

## Comisario de exposiciones
Ha sido Comisario de las siguientes exposiciones:
- “El siglo XV valenciano”.Valencia-Madrid (1973),
- “Vicente López (1772-1850)”. Ayuntamiento Valencia (1972)
- “José Garnelo y Alda”. Valencia-Madrid 1976
- “Pintura española del siglo XX”. Museo de Arte Moderno. México D.F. (1978)
- “Joan de Juanes”. Valencia-Madrid (1979-1980)
- “Ignacio Pinazo”. Valencia-Madrid (1981),
- “Cien años de cultura manchega”. Madrid (1982)
- “Los Sorolla de La Habana”.Valencia, Madrid, Barcelona, Alicante, Palma (1985),
- “Los Pinazo. Cien años de expresión artística”. Valencia-Alicante (1990-1991),
- “Tesoros del arte español”. Pabellón de España. Expo Sevilla.(1992)
- “Los Benlliure, retrato de familia”, Roma-Valencia (1998)
- “Pintura preciosista de la Colección Carmen Thyssen , Catania-Roma- Valencia(1999)
- “Velázquez, il suo terzo viaggio a Italia” Roma (2001)
- “Que trata de España. Artistas españoles en la colección de la CGIL” Roma (2002)
- “ I Borgia, l´arte del potere”, Valencia-Roma (2002)
- “Juan Barjola”. Valencia-Gijón (2006)
- “Empresas con arte. Una mirada a la pintura española contemporánea”. Madrid (2008).
- “La visión de España” de Sorolla. Colección de la Hispanic Society New York. Exposiciones en Valencia, Barcelona, Madrid, Bilbao, Sevilla, Málaga (2007-2009).
- “Jaime I. Memoria y mito histórico”. Valencia (2008-2009)
- “Valencia 1909-2009. Cien años de diálogo de pintura y escultura”. Valencia (2009)
- “La luz de las imágenes. La gloria del barroco”. Valencia (2009-2010)
- “Ramón de Soto. La elipse del tiempo”. Alfaz del Pi (2009-2010)
- “Victoria Cano. El poder de la huella”. Roma (2010)
- “La colección artística del Colegio Imperial de Niños Huérfanos de San Vicente Ferrer” Valencia (2010)
- “Antonio Tomás”. Valencia (2011)
- “Un tiempo, un espacio. Uiso Alemany-Vicente Peris”. Valencia (2011)
- “Crowns. Juan Genovés”. Valencia (2013)
- “Colección Mariano Yera”. Alicante,Castellón,Valencia (2014-2015)
- “Colección Abelló”. Madrid (2014-2015)

## Publicaciones y trabajos científicos
Principalmente sobre teoría del arte, museología, pintura de los siglos XV, XVI y XIX, así como sobre fondos del Museo de Valencia y Museo del Prado y desde 1998 sobre Joaquín Sorolla y su época, diversos libros y artículos.

## Méritos y reconocimientos
Entre otros, recibió las siguientes distinciones:
- Medalla de Plata al Mérito en las Bellas Artes. Ministerio de Cultura España (1982).
- Orden al Mérito de la República Italiana (1994).
- Encomienda de Número de la Orden al Mérito Civil (España, 2002).
- Gran Cruz de la Orden de Jaime I el Conquistador (Valencia 2008).[11]